# Michelle Barthel
Pour les articles homonymes, voir Barthel.
Michelle Barthel, née à Remscheid le 30 juillet 1993, est une actrice allemande.

## Biographie
Michelle Barthel grandit à Nottuln et va au lycée de Münster, où elle commence le théâtre. 
En 2003, elle décroche son premier rôle dans le film pour enfants Der zehnte Sommer. Elle joue dans le téléfilm Keine Angst réalisé par Aelrun Goette  en 2009. Son rôle lui vaut d'être nommée pour le Prix Adolf-Grimme, et d'obtenir le FIPA d'or en 2010.
Elle joue ensuite dans des téléfilms tirés de la série Tatort. 
Elle joue de plusieurs instruments et vit à Berlin.

## Filmographie partielle

### Au cinéma
- 2003 : Der zehnte Sommer : Franzi
- 2009 : Keine Angst : Becky
- 2013 : Mord in den Dünen : Pia
- 2019 : Der Boden unter den Füßen : Birgit

### À la télévision

#### Téléfilms
- 2010 : Tatort – Schmale Schultern
- 2010 : Tatort – Leben gegen Leben
- 2012 : Une équipe de choc - Die Gottesanbeterin
- 2016 : Bella Block: Die schönste Nacht des Lebens : Kati
- 2017 : Une équipe de choc - Familienbande

#### Séries télévisées
- 2014 : Soko brigade des stups (épisode Der Turm)
- 2015 : Berlin section criminelle (Kleine Schritte)
- 2017 : Un cas pour deux
- 2019 : Nous, la vague : Zazie Elsner

## Récompenses et distinctions
- FIPA d'or en 2010[1]